# تينو أناند
تينو أناند هو منتج أفلام ومخرج وممثل هندي، ولد في 4 مايو 1953 في باكستان.

## وصلات خارجية
- تينو أناند على موقع IMDb (الإنجليزية)
- تينو أناند على موقع ألو سيني (الفرنسية)
- تينو أناند على موقع أول موفي (الإنجليزية)
- تينو أناند على موقع قاعدة بيانات الفيلم (الإنجليزية)
- تينو أناند على موقع كينوبويسك (الروسية)